# La solitud del corredor de fons
La solitud del corredor de fons és una novel·la curta d'Alan Sillitoe que es va publicar el 1959 com a part d'un recull de relats amb aquest mateix títol. Protagonitza l'obra Colin Smith, un jove pobre de Nottingham provinent d'una llar conflictiva de barri obrer i que amb prou feines té projecte de vida ni interessos més enllà de la delinqüència a la menuda. El noi esdevé corredor de fons com un mètode de fugir, físicament i emocional, de la seva situació marginal. La novel·la es va adaptar al cinema amb el mateix títol el 1962 amb guió del mateix Sillitoe i amb Tony Richardson com a director.

## Argument
Quan és atrapat per la policia per robar en una fleca, Colin és condemnat a confinament a Ruxton Towers, un borstal (reformatori) per a delinqüents juvenils. Allí és portat emmanillat i se'l manté en circumstàncies fortament restrictives i severes. Colin, però, busca consol en les curses de llarga distància i crida l'atenció de les autoritats del reformatori per les seves aptituds físiques. Les curses de fons ofereixen a Colin una distracció oportuna dels treballs forçats del règim d'internament i li representa la possibilitat de sortir més aviat del reformatori si venç en una important cursa camp a través contra un prestigiós col·legi privat. Per a Ruxton Towers la victòria en la cursa representaria un gran ascens en el prestigi de l'entitat, i Colin té un incentiu ben evident per col·laborar-hi.
Tanmateix, quan arriba el dia de la competició Colin rebutja la victòria: després d'encapçalar la cursa, para expressament de córrer quan és a pocs metres de la línia de meta, malgrat tenir un bon avantatge i poder guanyar fàcilment. Els segons van passant i Colin continua allí plantat, a la vista dels estranyats espectadors que l'insten a crits que acabi la cursa. Ell, però, deixa que els altres corredors el superin i travessin la línia de meta, perdent per tant la cursa en un gest nihilista de menyspreu i desafiament envers els seus carcellers i les forces repressives que representen. Perdent deliberadament la cursa, Colin demostra la seva creença que la cursa i els valors del sistema que simbolitza no tenen cap sentit, que l'aprovació dels seus superiors socials és inútil i que ell es nega en rodó a jugar amb les seves normes.
La resposta de les autoritats del reformatori a l'acció de Colin és força dura. Com que la possibilitat de sortir lliure abans d'hora s'ha esfumat, Colin es resigna a suportar la duresa de les feines desencoratjadores a què és forçat. Tanmateix, quan revisa els seus actes, no es penedeix de res.

## Edició catalana
- La solitud del corredor de fons (Editorial Empúries, 1996, trad. Avel·lí Artís-Gener; publicat juntament amb els relats L'oncle Ernest, El quadre de la barca de pesca, Una tarda de dissabte i Caiguda i ensorrada de Frankie Buller.)